# Serghei Cleșcenco
Serghei Cleșcenco, född 20 maj 1972 i Criuleni, är en moldavisk fotbollstränare och före detta spelare. Han är den spelaren som gjort flest mål för Moldaviens landslag.

## Karriär
Serghei Cleșcenco slog igenom på allvar när han säsongen 1997/1998 gjorde 25 mål på 20 matcher för Zimbru Chișinău, vilket ledde till att han fick provspela med Watford. 1999 flyttade han till israeliska Maccabi Haifa, där han under sin första säsong gjorde 22 mål, nytt rekord för en utländsk spelare. 2001 gick han till Hapoel Tel Aviv där han var med och tog laget till kvartsfinal i UEFA-cupen. Han gjorde i turneringen ett av målen i en minnesvärd 2-0-seger mot Chelsea.

## Internationella mål
| Nr  | Datum            | Plats                                | Motståndare  | Mål | Resultat | Tävling           |
| --- | ---------------- | ------------------------------------ | ------------ | --- | -------- | ----------------- |
| 1.  | 1 september 1994 | Sheriff Stadium, Tiraspol            | Azerbajdzjan | 1–0 | 2–1      | Vänskapsmatch     |
| 2.  | 1 september 1994 | Sheriff Stadium, Tiraspol            | Azerbajdzjan | 2–0 | 2–1      | Vänskapsmatch     |
| 3.  | 16 november 1994 | Vasil Levski National Stadium, Sofia | Bulgarien    | 1–1 | 1–4      | Kval till EM 1996 |
| 4.  | 7 juni 1995      | Stadionul Republican, Chișinău       | Albanien     | 2–1 | 2–3      | Kval till EM 1996 |
| 5.  | 10 november 1996 | Stadion GKS, Katowice                | Polen        | 1–2 | 1–2      | Kval till VM 1998 |
| 6.  | 20 augusti 1998  | Spordikeskuse Staadion, Kohtla-Järve | Estland      | 1–0 | 1–0      | Vänskapsmatch     |
| 7.  | 18 augusti 1999  | Népstadion, Budapest                 | Ungern       | 1–1 | 1–1      | Vänskapsmatch     |
| 8.  | 26 april 2000    | Stadio Olimpico, Serravalle          | San Marino   | 1–0 | 1–0      | Vänskapsmatch     |
| 9.  | 1 september 2001 | Stadionul Republican, Chișinău       | Azerbajdzjan | 1–0 | 2–0      | Kval till VM 2002 |
| 10. | 5 september 2001 | Štadión na Sihoti, Trenčín           | Slovakien    | 1–0 | 2–4      | Kval till VM 2002 |
| 11. | 16 augusti 2006  | Stadionul Zimbru, Chișinău           | Litauen      | 3–2 | 3–2      | Vänskapsmatch     |

## Meriter
Zimbru Chișinău
- Divizia Națională: 1993, 1994, 1995, 1996, 1998

Maccabi Haifa
- Israeliska Premier League: 2001

Hapoel Tel Aviv
- Toto Cup: 2002